# 马新云
马新云（1919年—），男，汉族，山东济南人，中国中医学家，河北中医学院教授，中国农工民主党中央委员会原常务委员，河北省政协原副主席。